# Noctua nuba
Noctua nuba är en fjärilsart som beskrevs av Kaiser 1919. Noctua nuba ingår i släktet Noctua och familjen nattflyn. Inga underarter finns listade i Catalogue of Life.